# Pusuk
Pusuk is een plaats in het bestuurlijke gebied Bangka Barat in de provincie  Bangka-Belitung, Indonesië. De plaats telt 1735 inwoners (volkstelling 2010).